# سحلية كولزر
سحلية كولزر واسمها العلمي السِحْليَّة الفينيقيَّة لكولزر (الاسم العلمي:  Phoenicolacerta kulzeri) هي أحد أنواع السحالي الحقيقة وهو نوع متأصل ومتوطن في غرب أسيا.

## أصل الاسم
يعود الاسم المحدد إلى عالم الخنافس الألماني هانس كولزر (1889-1974) وهو الجامع للنموذج النوعي

## مجال الانتشار الجغرافي
هذه السحلية موجودة في الأردن ولبنان وسوريا.

## الموطن الطبيعي
الموطن الطبيعي لها هو المناطق الصخرية والحجرية.

## التكاثر
هذا الكائن بيوضي

## حالة الحفظ
مهدد بالانقراض لخسارة الموطن الطبيعي